# 부하이라주

부하이라주의 위치

부하이라주(아랍어: البحيرة) 또는 베헤이라주(영어: Beheira Governorate)는 이집트의 북부에 있는 주로, 주도는 다만후르이다. 가자 주, 가르비야주,마트루주,이스마일리아주,카프르엘셰이크주,무누피아 주와 접한다.